# Esgrima als Jocs Olímpics d'estiu de 1904 - Espasa

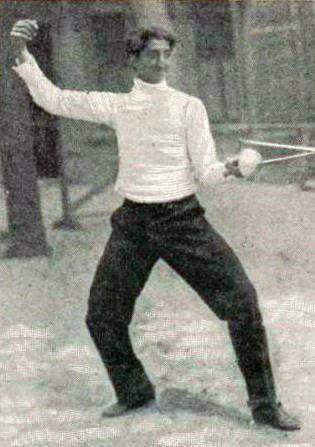
Fotografia de Ramón Fonst, campió olímpic.

La competició d'espasa masculina va ser una de les proves d'esgrima que es va disputar als Jocs Olímpics de Saint Louis de 1904. La prova es va disputar el 7 de setembre de 1904, i hi van prendre part 5 tiradors de 3 nacions diferents.

## Medallistes
| Or          | Plata          | Bronze                |
| Ramón Fonst | Charles Tatham | Albertson Van Zo Post |

## Resultats

### Final
Es desconeixen els resultats específics de la prova d'espasa i sols coneixem la classificació final.
| Posició | Nom                   |
| ------- | --------------------- |
| Or      | Ramón Fonst           |
| Plata   | Charles Tatham        |
| Bronze  | Albertson Van Zo Post |
| 4       | Gustav Casmir         |
| 5       | Charles Townsend      |